# 大阪市立柴島中学校
大阪市立柴島中学校（おおさかしりつ くにじまちゅうがっこう）は、大阪市東淀川区柴島にある公立中学校。

## 沿革
学制改革に伴い、1947年4月に当時の大阪市および東淀川区で最初の中学校の一つ・大阪市立東淀川第六中学校として開校した。創立当初は大阪市立東淡路小学校を仮校舎とし、当時の校区は東淡路・菅原・大隅、豊里の4小学校校区だった。当時の校区は、現在の東淀川区の区域の大半にあたる。
翌1948年には大隅・豊里の2小学校校区を分離し、新設の大阪市立東淀川第七中学校（現在の大阪市立瑞光中学校）校区へ変更した。これに伴い校区は東淡路・菅原の2小学校の校区へ変更された。
大阪市では学制改革によって設置された新制中学校は暫定的に「行政区名＋番号」の仮称が付けられ、適当な時期に地名などを取り入れた学校名へと変更することになっていた。大阪市立中学校の校名の一斉変更が1949年5月に一斉に実施され、従来の東淀川第六中学校は大阪市立柴島中学校へと改称している。1949年6月には現在地の校舎へ移転した。
東淀川区は1970年代に宅地化が進み、それに伴い生徒数も急増した。1976年に大阪市立新東淀中学校が新設されることになったことに伴い、菅原小学校の校区を柴島中学校校区から新東淀中学校校区へ変更する措置がとられた。これに伴い校区が縮小し、1976年度以降は東淡路小学校1小学校の校区のみを中学校校区としている。

### 年表
- 1947年4月1日 - 大阪市立東淀川第六中学校として開校。
- 1947年4月22日 - 開校式を行う。この日を創立記念日とする。
- 1948年4月 - 大阪市立東淀川第七中学校（現在の大阪市立瑞光中学校）を分離。
- 1949年5月 - 大阪市立柴島中学校と改称。
- 1949年6月 - 現在地に移転。
- 1952年10月 - 校歌制定。
- 1953年2月　校旗制定。
- 1976年4月 - 校区を再編。
- 1976年8月 - 航空機騒音防止工事が完成。
- 2003年 - 新校舎竣工。

## 通学区域
- 大阪市立東淡路小学校の通学区域。

大阪市東淀川区 東淡路1-5丁目、柴島1丁目の一部、柴島2-3丁目。

## 交通
- 柴島駅（阪急千里線）東へ約50m。
- 崇禅寺駅（阪急京都本線）南東へ約600m。

## 出身者
- 後藤輝基 - 漫才コンビ、フットボールアワー。

- 松本力哉 - ラグビー、静岡ブルーレヴズ。

- 寺脇駿 - ラグビー、釜石シーウェイブス。